# 체코의 대통령
체코 공화국의 대통령, 공식적으로는 공화국의 대통령(체코어: Prezident republiky)은 체코 공화국의 국가원수 및 체코 공화국군의 총사령관이다.
체코의 대통령은 제한된 권한을 가진 명예직이다. 행정부의 일상 업무는 총리에 위임돼 있고 대통령의 많은 행위에는 총리의 승인이 필요하다. 그럼에도 불구하고 대통령직은 국내외 문제에서 국가의 위신, 권력, 도덕적 권위의 중요한 원천으로 널리 인식되고 있다.
체코 헌법은 대통령은 반역죄나 중대한 헌법 위반의 경우를 제외하고는 자신의 행위에 대해 책임을 지지 않는다고 규정하고 있다. 대통령은 총리, 각료, 체코 국립은행 이사에 대한 임명권과 상원의 승인이 필요한 헌법재판관의 지명권을 갖고 있다. 
현재 대통령은 2023년 대통령 선거에서 당선된 페트르 파벨이다. 2023년 3월 9일에 취임했다.

## 체코의 대통령 목록
|  | 이름                           | 초상 | 임기 시작      | 임기 종료      | 총리                                                                                                |
|  | ------------------------------ | ---- | -------------- | -------------- | --------------------------------------------------------------------------------------------------- |
|  | 바츨라프 하벨 Václav Havel     |      | 1993년 2월 2일 | 2003년 2월 2일 | 바츨라프 클라우스 요세프 토쇼프스키 밀로시 제만 블라디미르 슈피들라                                 |
|  | 바츨라프 클라우스 Václav Klaus |      | 2003년 3월 7일 | 2013년 3월 7일 | 블라디미르 슈피들라 스타니슬라프 그로스 이르지 파로우베크 미레크 토폴라네크 얀 피셰르 페트르 네차스 |
|  | 밀로시 제만 Miloš Zeman        |      | 2013년 3월 8일 | 2023년 3월 8일 | 페트르 네차스 안드레이 바비시 페트르 피알라                                                         |
|  | 페트르 파벨 Petr Pavel         |      | 2023년 3월 8일 |                | 페트르 피알라                                                                                       |

## 같이 보기
- 체코의 총리